# سی‌اف‌بی باگوتویل
سی‌اف‌بی باگوتویل (به انگلیسی: CFB Bagotville) (به زبان بومی: Bagotville Airport) یک فرودگاه نیروهای مسلح کانادا با کد یاتا YBG است که یک باند فرود آسفالت و بتن دارد و طول باند آن ۳۰۴۸ متر است. این فرودگاه در کشور کانادا قرار دارد و در ارتفاع ۱۵۹ متری از سطح دریا واقع شده‌است.

## شرکت‌های هواپیمایی و مقصدهای پروازی

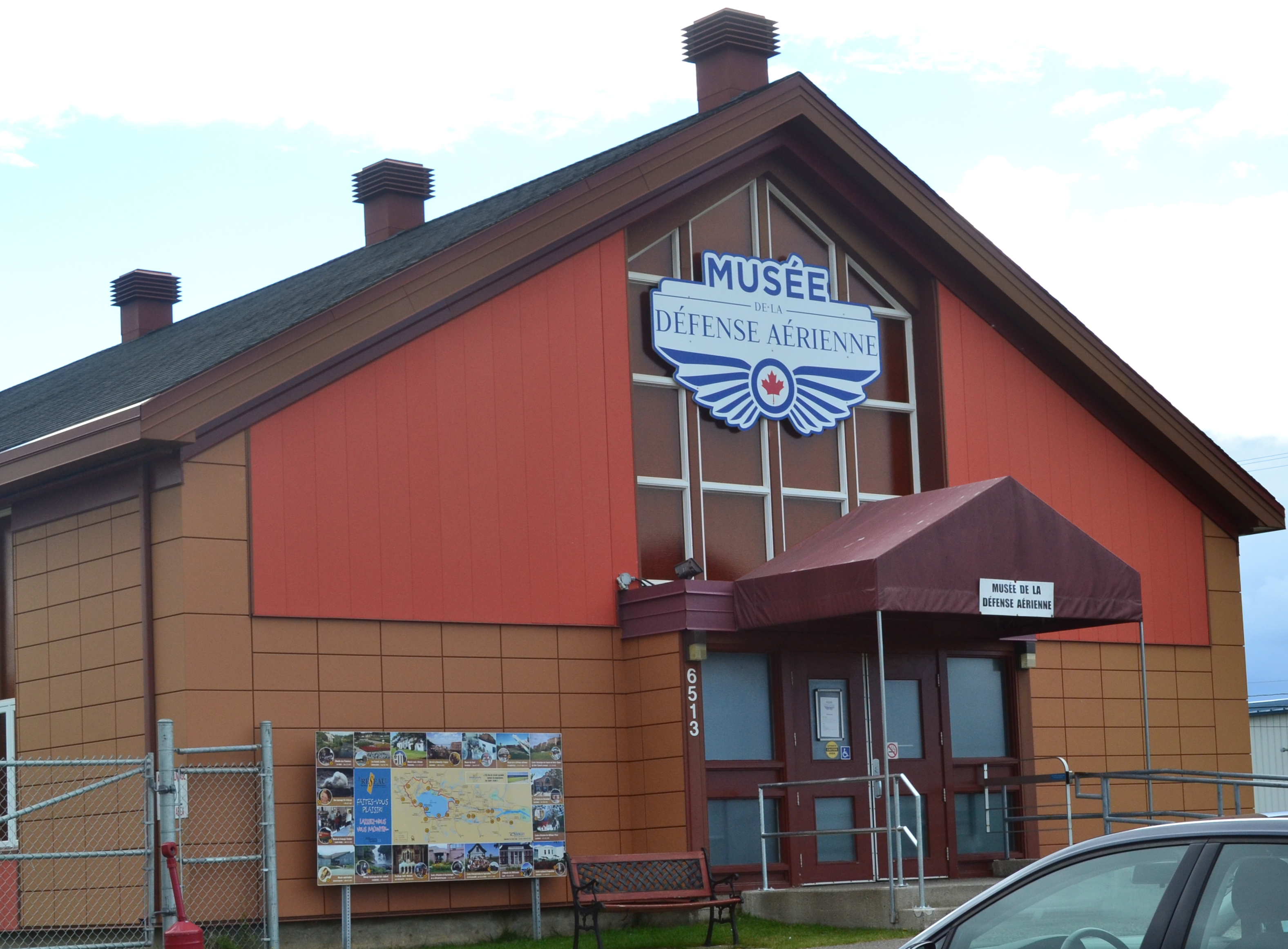
ورودی فرود گاه

| شرکت‌های هواپیمایی  | مقصدهای پروازی                                                               |
| ------------------ | ---------------------------------------------------------------------------- |
| Air Canada Express | مونترآل-پییر الیوت ترودو                                                     |
| Pascan Aviation    | هور سنت-پیر، مونترآل/سن-اوبر، ژان لوساژ شهر کبک، سپت‌ائیلس، وابش              |
| سان‌وینگ ایرلاینز   | فصلی: کانکون، کینتانا رو، خاردینز دل ری، آبل سانتاماریا، خوآن گئوآلبرتو گومس |